# ميلتون ك. كامينغز
ميلتون ك. كامينغز (بالإنجليزية: Milton K. Cummings)‏ هو رجل أعمال أمريكي، ولد في 12 أغسطس 1911 في غادسدن في الولايات المتحدة، وتوفي في 7 مارس 1973 في هنتسفيل في الولايات المتحدة.